# Bassem Amin
Bassem Amin est un joueur d'échecs égyptien, né le 9 septembre 1988 à Tanta.
Au 1er novembre 2017, Bassem Amin est le numéro un égyptien et le 45e joueur mondial avec un classement Elo de 2 700 points devenant ainsi le premier joueur africain à atteindre la barre symbolique  des 2 700.

## Carrière aux échecs
Grand maître international depuis 2006, il a remporté six fois le championnat d'Afrique (en 2005, 2009, 2013, 2017, 2018 et 2024), trois fois le championnat arabe d'échecs (en 2005, 2006 et 2013).
Il a remporté la médaille de bronze lors du championnat du monde d'échecs de la jeunesse (moins de dix-huit ans) en 2006 et du championnat du monde d'échecs junior (moins de vingt ans) en 2008. Il est médaillé d'argent aux Jeux africains de 2007.
Amin a représenté l'Égypte lors de quatre olympiades (de 2008 à 2014). 
En 2017, il remporte le tournoi d'échecs du lac Sevan à Martouni.
Il est médaillé d'or en blitz individuel masculin et en rapide par équipe mixte et médaillé d'argent en rapide individuel masculin aux Jeux africains de 2019.
En 2023 il devient le meilleur joueur africain. Il est cependant défait lors de la deuxième ronde de l'open de l'île de Man par le khazakh Ramazan Zhalmakhanov.
Il est médaillé d'or en blitz individuel masculin, en rapide individuel masculin et en blitz par équipe mixte et en rapide par équipe mixte aux Jeux africains de 2023 à Accra.
Il remporte la Rilton Cup 2024-25.

### Coupes du monde
Bassem Amin a participé à la coupe du monde d'échecs en 2007, 2009, 2013, 2015, 2017 et 2019.
| Année | Lieu            | Résultat                            | Ultime adversaire      | Adversaires battus             |
| ----- | --------------- | ----------------------------------- | ---------------------- | ------------------------------ |
| 2007  | Khanty-Mansiïsk | Premier tour                        | Liviu-Dieter Nisipeanu |                                |
| 2009  | Khanty-Mansiïsk | Premier tour                        | Vladimir Malakhov      |                                |
| 2011  | Khanty-Mansiïsk | Non qualifié                        |                        |                                |
| 2013  | Tromsø          | Premier tour                        | Eltaj Safarli          |                                |
| 2015  | Bakou           | Deuxième tour                       | Dmitri Iakovenko       | Ivan Šarić                     |
| 2017  | Tbilissi        | Premier tour                        | Viktor Erdős           |                                |
| 2019  | Khanty-Mansiïsk | Premier tour                        | Amin Tabatabaei        |                                |
| 2021  | Sotchi          | Troisième tour (exempt au 1er tour) | Étienne Bacrot         | Hovhannes Gabouzian            |
| 2023  | Bakou           | Troisième tour (exempt au 1er tour) | Nils Grandelius        | Carlos Daniel Albornoz Cabrera |